# Max Manus (verzetsstrijder)
Maximo Guillermo "Max" Manus (Bergen, 9 december 1914 - Bærum, 20 september 1996) was een Noors verzetsstrijder tijdens de Tweede Wereldoorlog. Max Manus werd bekend als een van de meest briljante saboteurs tijdens de Tweede Wereldoorlog.
Max Manus werd geboren in Bergen uit een Noorse vader en een Deense moeder. Hoewel zijn vader oorspronkelijk Johan Magnussen heette, veranderde hij zijn naam in Juan Manus na een jarenlange verblijf in Spaanstalige landen.
Tijdens de Winteroorlog tussen Finland en Sovjet-Unie meldde Max Manus zich aan als vrijwilliger voor de Finnen en keerde terug naar Noorwegen op 9 april tijdens de Duitse invasie in Noorwegen. Hij pleegde vanaf het begin verzetswerk. In 1941 werd hij gearresteerd door de Gestapo, maar sprong uit het raam van zijn woning. Hierdoor werd hij opgenomen in het ziekenhuis en wist na 27 dagen te ontsnappen met hulp van zijn vrienden en een verpleegster. Max Manus ging daarna naar Engeland toe voor een commando-opleiding en meldde zich daarna bij de Noorse verzetsorganisatie Kompani Linge van kapitein Martin Linge. Hij werd ingedeeld bij Oslogjengen waar hij, als specialist in het plaatsen van mijnen tegen de scheepswanden, vele schepen van de Kriegsmarine in de haven van Oslo tot zinken wist te brengen. Zijn belangrijkste wapenfeit is het laten zinken van de troepentransportschip SS Donau op 16 januari 1945.
Max Manus was dan ook de meest gezochte man door de Gestapo. Ondanks hinderlagen en kans op ontdekking tijdens zijn sabotage-werkzaamheden wist hij uit hun handen te blijven. Zijn vrienden en kameraden hadden minder geluk. Hierover voelde hij zich schuldig. Hij kreeg dan ook nachtmerries en werd alcoholist. Door na de oorlog er over te vertellen in bijvoorbeeld interviews en met het opschrijven van zijn ervaringen in boeken kon hij het deels verwerken.
Max Manus werd bekroond met de hoogste onderscheidingen van Noorwegen voor militaire moed, het Oorlogskruis met zwaard en het Oorlogskruis met twee zwaarden. Daarnaast ontving hij ook Britse onderscheidingen.
Over zijn verzetswerk in Noorwegen werd in 2008 de film Max Manus uitgebracht, waarin acteur Aksel Hennie zijn rol vertolkte. Ook werd een standbeeld ter ere van hem in Oslo onthuld op 7 juli 2011.
Na de oorlog richtte hij met Sophus Clausen het kantoorbedrijf Clausen og Max op. Naast een blijk van verzoening, maar ook uit professionele overwegingen, nam hij mensen aan die na de Tweede Wereldoorlog veroordeeld waren voor samenwerking met de Duitsers. In 1952 werd het bedrijf opgesplitst in Sophus Clausen AS en Max Manus AS. Het bedrijf Max Manus AS bestaat nog steeds.
Max Manus was sinds 1947 getrouwd met Ida Nikoline 'Tikken' Lindebrække tot aan zijn dood in 1996. Ze ontmoetten elkaar in Stockholm waar zij werkte als liaisonofficier voor Noorse saboteurs. Samen kregen ze één zoon. Gedurende de laatste jaren van zijn leven woonden Max Manus en zijn vrouw Tikken in Spanje. Max Manus stierf op 81-jarige leeftijd.